# 石見陽

石見 陽（いわみ よう、1974年3月9日 - ）は、日本の実業家、循環器内科医。メドピア株式会社創業者・代表取締役社長 CEO。

## 人物・来歴
千葉県佐倉市生まれ。足立区で開業医をしていた祖父の影響で、成田高等学校・付属中学校を経て、1999年信州大学医学部卒業。同年東京女子医科大学病院循環器内科学教室入局。東京女子医科大学大学院医学研究科進学後、東京女子医大事件が発生し患者が急減したため臨床を離れ別の大学院でマウスの実験に従事した。臨床から離れたことで時間的余裕が生じ、2004年メディカル・オブリージュ（現メドピア）を設立し、同社取締役に就任。2005年同社代表取締役社長に就任。同年東京女子医科大学大学院医学研究科修了、博士（医学）。2019年EPSホールディングス取締役。